# (9344) Klopstock
(9344) Klopstock ist ein Asteroid des Hauptgürtels, der am 12. September 1991 vom deutschen Astronomen Freimut Börngen an der Thüringer Landessternwarte Tautenburg (Sternwarten-Code 033) in Thüringen entdeckt wurde.
Der Asteroid ist nach dem deutschen Dichter Friedrich Gottlieb Klopstock (1724–1803) benannt, einem bedeutenden deutschen Vertreter der Empfindsamkeit.